# Svenska Petroleum Exploration
Svenska Petroleum Exploration AB (Svenska) är ett privatägt svenskt bolag som prospekterar efter och utvinner olja och gas i framför allt Västafrika och Norge. Företaget är dotterbolag till Petroswede AB som i sin tur är indirekt av Sheikh Mohammed H. Al-Amoudi, en av de största privata investerarna i Sverige.
Svenska har främst sin verksamhet i  Västafrika och Baltikum med huvudkontor i Stockholm samt kontor i London och Bissau. Prospekteringsverksamheten är koncentrerad till Västafrika, och Östersjön medan produktionen idag (2019) kommer från Elfenbenskusten.

## Översikt
Företaget grundades 1969 som Oljeprospektering AB (OPAB), som ett initiativ av den svenska regeringen och ett antal svenska industriföretag (AGA, Boliden, Gränges och Sydkraft). Syftet var att prospektera efter olja i Östersjön för att utnyttja den potential som den växande energimarknaden medförde. 1973 grundades Petroswede AB, även det ett 50/50 statligt/privatägt företag, där syftet var att prospektera och utvinna olja utanför Sverige. 1979 köpte det statligt ägda Svenska Petroleum en del av Petroswede som då fusionerades med OPAB och bytte namn till Svenska Petroleum Exploration.
1986 fusionerades Svenska Petroleum Exploration in i Oljekonsumenternas förbund och skapade därmed OK Petroleum. 1994 förvärvade Svenskas nuvarande ägare, Sheik Mohammed H. Al-Amoudi OK Petroleum genom sitt investmentbolag Moroncha Holdings. 1996 bytte OKP namn till Preem Petroleum och Svenskas andel avyttrades till ett nyetablerat holdingbolag (genom Moroncha Holdings) som ärvt namnet Petroswede. I samband med detta köpte Svenska Petroleum Exploration alla Sydkrafts aktieandelar i OPAB som då blev ett helägt dotterbolag. 
Svenska Petroleum Exploration har en tillgångsportfölj med offshoreverksamhet i Guinea Bissau, Elfenbenskusten och Nigeria och Lettland.

## Ägande
Företaget ägs sedan 1996 helt av Shejk Mohammed H. Al-Amoudi..